# まちかど県政
『まちかど県政』（まちかどけんせい）は、2003年4月6日から2019年9月29日まで福井県の民間放送局で放送された福井県（福井県庁）の広報番組。福井県総務部広報課（組織改正により知事公室広報広聴課に改組）が番組を制作していた。

## 概要
福井放送（FBCテレビ）および福井テレビジョン放送の2局で放送されている。2局とも同一内容で福井県内の一部のケーブルテレビでも放送される。
放送時間は5分間で、実際の放送時間は3分30秒程度である。字幕放送を実施。番組では福井県の政策やイベントを毎週1つ紹介している。また、福井県のホームページでは過去の放送分が動画で視聴できる。
なお、2019年9月29日で放送が終了し、同年10月6日から2021年3月28日まで後継番組である『GO!ゴー!ふくい』が放送された。

## 放送時間
放送時間はいずれも日本標準時（JST）。
- 福井テレビ：日曜日 11:45 - 11:50
- 福井放送：日曜日 16:55 - 17:00

## 特別番組放送時の対応
24時間テレビ 「愛は地球を救う」
2013年（平成25年）までFBCテレビでは、『24時間テレビ』放送時にも通常とほぼ同じ時間に放送されてきたが、翌年の2014年（平成26年）から『24時間テレビ』放送週には休止としている。なお、福井テレビでは番組宣伝などの代替番組が放送される。
FNS27時間テレビ
福井テレビでは、『FNS27時間テレビ』が放送される週では日曜日ではなく土曜日の午後の時間帯に前倒しして放送される。FBCテレビでは通常放送。